# Wahlkreis Mailand – Bande Nere
Der Wahlkreis Mailand – Bande Nere ist seit 2020 ein Wahlkreis (italienisch collegio elettorale) für die Wahl der Abgeordnetenkammer.

## Wahlkreisgebiet
| Wahlkreise – Camera dei deputati – Lombardei | Wahlkreise – Camera dei deputati – Lombardei | Wahlkreise – Camera dei deputati – Lombardei |
| Provinz                                      | Provinz                                      | Gemeinden nach Provinzen ⮞ Wahlkreis |
| -------------------------------------------- | -------------------------------------------- | --- |
|                                              | Metropolitanstadt Mailand (133 Gemeinden)    | ↳ Lombardei 1: Teil Mailands ⮞ Wahlkreis Mailand – Bande Nere Teil Mailands ⮞ Wahlkreis Mailand – Buenos Aires – Venezia Teil Mailands ⮞ Wahlkreis Mailand – Loreto 40 ⮞ Wahlkreis Rozzano 31 ⮞ Wahlkreis Legnano 33 ⮞ Wahlkreis Cologno Monzese 17 ⮞ Wahlkreis Sesto San Giovanni ↳ Lombardei 4: 11 ⮞ Wahlkreis Lodi |
|                                              | Provinz Bergamo (243 Gemeinden)              | ↳ Lombardei 2: 36 ⮞ Wahlkreis Lecco ↳ Lombardei 3: 117 ⮞ Wahlkreis Bergamo 90 ⮞ Wahlkreis Treviglio |
|                                              | Provinz Brescia (205 Gemeinden)              | ↳ Lombardei 3: 37 ⮞ Wahlkreis Brescia 46 ⮞ Wahlkreis Desenzano del Garda 112 ⮞ Wahlkreis Lumezzane ↳ Lombardei 4: 10 ⮞ Wahlkreis Cremona |
|                                              | Provinz Como (148 Gemeinden)                 | 66 ⮞ Wahlkreis Como 82 ⮞ Wahlkreis Sondrio |
|                                              | Provinz Cremona (113 Gemeinden)              | alle ⮞ Wahlkreis Cremona |
|                                              | Provinz Lecco (84 Gemeinden)                 | alle ⮞ Wahlkreis Lecco |
|                                              | Provinz Lodi (60 Gemeinden)                  | alle ⮞ Wahlkreis Lodi |
|                                              | Provinz Mantua (64 Gemeinden)                | alle ⮞ Wahlkreis Mantua |
|                                              | Provinz Monza und Brianza (55 Gemeinden)     | 30 ⮞ Wahlkreis Monza 25 ⮞ Wahlkreis Seregno |
|                                              | Provinz Pavia (186 Gemeinden)                | 157 ⮞ Wahlkreis Pavia 29 ⮞ Wahlkreis Lodi |
|                                              | Provinz Sondrio (77 Gemeinden)               | alle ⮞ Wahlkreis Sondrio |
|                                              | Provinz Varese (138 Gemeinden)               | 101 ⮞ Wahlkreis Varese 37 ⮞ Wahlkreis Busto Arsizio |

Der Wahlkreis umfasst Teil der Gemeinde Mailand, d. h. die folgende Stadtgliederungen (Nuclei di identità locale; Kurzbezeichnung: NIL): Parco Forlanini – Ortica (NIL 24); Corsica (NIL 25); Ortomercato (NIL 29); Mecenate (NIL 30); Parco Monluè – Ponte Lambro (NIL 31); Triulzo Superiore (NIL 32); Rogoredo (NIL 33); Chiaravalle (NIL 34); Lodi Corvetto (NIL 35); Scalo Romana (NIL 36); Ex OM – Morivione (NIL 37); Ripamonti (NIL 38); Quintosole (NIL 39); Ronchetto delle Rane (NIL 40); Gratosoglio – Ticinello (NIL 41); Stadera (NIL 42); Tibaldi (NIL 43); San Cristoforo (NIL 45); Barona (NIL 46); Cantalupa (NIL 47); Ronchetto sul Naviglio (NIL 48); Giambellino (NIL 49); Bande Nere (NIL 52); Lorenteggio (NIL 53); Muggiano (NIL 54); Baggio (NIL 55); Forze Armate (NIL 56); Selinunte (NIL 57); San Siro (NIL 60); Quarto Cagnino (NIL 61); Quinto Romano (NIL 62); Figino (NIL 63); Parco delle Abbazie (NIL 85); Parco dei Navigli (NIL 86); Parco Agricolo Sud (NIL 87); Parco Bosco in Città (NIL 88).